# ジョナタ・スピネージ
ジョナタ・スピネージ（Gionatha Spinesi、1978年3月9日 - ）は、イタリア・ピサ出身の元サッカー選手。現役時代のポジションはフォワード。

## 経歴

### クラブ
ACピサ1909、インテルナツィオナーレ・ミラノを経て、1996年に加入したセリエBのASDカステル・ディ・サングロで出場機会を掴んだ。
1998年からセリエAのASバーリでプレー。1998年10月18日のウディネーゼ・カルチョ戦でセリエA初得点を記録した。その後もセリエAで出場機会を得たが、2000-01シーズンにリーグ戦を最下位で終えてセリエBへ降格。スピネージは残留し、2001-02シーズンにはセリエBで30試合に出場して15得点を挙げた。その後USアレッツォを経て、2005年にセリエBのカルチョ・カターニアへ加入。カターニア初年度の2005-06シーズンに23得点を記録してクラブのセリエA昇格へ貢献した。2006-07シーズンには、23年ぶりのトップリーグ復帰となったカターニアのエースとして活躍。17得点を挙げ、残留の立役者となった。その後は負傷に悩まされレギュラーから外れることとなり、2009年に放出された。2009年10月にペシーナVGと契約に合意したが、翌日に契約が放棄。現役を引退した。

### 代表
U-21イタリア代表としてU-21欧州選手権2000に選出。決勝のU-21チェコ戦でも先発出場を果たし、イタリアの4度目の優勝に貢献した。